# 구글 클라우드 프린트
구글 클라우드 프린트(Google Cloud Print)는 네트워크 클라우드 내의 모든 기기를 대상으로 클라우드 프린트 서비스에 연결을 네이티브로 지원하는 프린터에 대해 클라우드 프린트를 인식하는 모든 응용 소프트웨어(웹, 데스크톱, 모바일)로부터 사용자들이 인쇄할 수 있게 해주는 구글의 서비스이다. 여기서 구글은 클라이언트 장치와 프린터의 하드웨어 조합을 위해 인쇄 하위 시스템을 만들거나 유지보수할 필요가 없고, 또 사용자는 클라이언트에 장치 드라이버를 설치할 필요가 없으며, 인쇄 대상 문서들이 구글에 전송된다. 2013년 7월 23일 이후로 구글 클라우드 프린터가 기기에 설치되어 있는 경우 모든 윈도우 애플리케이션의 인쇄를 허용하기도 했다. 구글 클라우드 프린트는 2020년 12월 31일 종료되었다.

## 같이 보기
- 애플 에어프린트